# Саут Потстаун (Пенсилванија)
Саут Потстаун (енгл. South Pottstown) насељено је место без административног статуса у америчкој савезној држави Пенсилванија.

## Демографија
По попису из 2010. године број становника је 2.081, што је 54 (-2,5%) становника мање него 2000. године.
| Група             | 2000.         | 2010.         |
| Белци             | 1.975 (92,5%) | 1.829 (87,9%) |
| Афроамериканци    | 79 (3,7%)     | 118 (5,7%)    |
| Азијати           | 22 (1,0%)     | 25 (1,2%)     |
| Хиспаноамериканци | 33 (1,5%)     | 72 (3,5%)     |
| Укупно            | 2.135         | 2.081         |